# Der Uhrmacherlehrling
Der Uhrmacherlehrling ist ein 2019 erschienener tschechischer Märchenfilm vom Jitka Rudolfová.

## Handlung
Als Urban geboren wird, stehen drei Dämonen an seiner Wiege und prophezeien ihm sein Leben: zwei männlich, gutmütig, aber etwas vertrottelt, und deren bösartige Schwester, die ihm nur Schlechtes wünscht. Die drei begleiten ihn durch die Geschichte. 
Urbans Eltern sterben gemäß der Dämonin früh. Als Waisenjunge findet er, der „männlichen“ Prophezeiung folgend, eines Tages ein Goldstück vor dem Haus eines Uhrmachers, der ihn daraufhin bei sich wohnen lässt und ihn zum Uhrmacher ausbildet. Der Uhrmacher weiß, dass Urban von den männlichen Dämonen ein Goldschatz verheißen wurde. Daher verlobt er Urban kurzerhand mit seiner Tochter Laura, damit der Schatz in der Familie bleibt. Als die zwei gemeinsam heranwachsen, freunden sie sich an und werden tatsächlich ein Paar. Da teilt die Dämonin dem Uhrmacher mit, dass er am Tag der Hochzeit sterben werde. Deshalb versucht er die Vermählung zunächst zu verzögern und verhindert sie dann, indem er Urban mit dem Auftrag fortschickt, für ihn eine magische Uhr zu finden, die ihren Träger vor dem Tode bewahrt. Urban muss Laura ohne Abschied verlassen, versteckt aber eine Nachricht im Halsband des Hundes. Laura gegenüber stellt der Uhrmacher Urbans Abreise als Undankbarkeit dar, er habe sie einfach im Stich gelassen.
Auf seiner Reise wird Urban von der Dämonin in mehrere Fallen gelockt, was ihre Brüder nicht immer verhindern können. Doch mit Geschick kann er alle Herausforderungen meistern. Einen stark behaarten Mann, der von einem Schausteller als Monster ausgestellt wird, befreit er aus der Gefangenschaft und bekommt von ihm die magische Uhr geschenkt. Doch die Dämonin stiehlt sie ihm und zwingt ihn dazu, den Schicksalsberg zu besteigen. Dort oben bekommt er die Aufgabe, einen Zeitmesser zu bauen, baut eine Sonnenuhr und darf wieder absteigen.
Laura hat mittlerweile alle anderen Bräutigame ausgeschlagen und schließlich Urbans Nachricht gefunden. Vor Sehnsucht nach ihm ist sie krank geworden und in Hungerstreik getreten. Als Urban auf dem Weg zu ihr ist, greift die Dämonin zu ihrer letzten Chance und beauftragt den Uhrmacher, Urban zu ermorden. Dazu hat dieser jedoch nicht den Mut. Urbans Rückkehr holt Laura ins Leben zurück, die Hochzeit findet statt, und der Uhrmacher stirbt in der folgenden Nacht. Sein angesammelter Goldschatz geht als Erbe an das überraschte Brautpaar.